# Джордж Кемпбелл (художник)
(Фредерік) Джордж Кемпбелл (29 липня 1917 — 18 травня 1979) — ірландський художник і письменник. Хоча він виріс у Белфасті, Кемпбелл провів більшу частину свого дорослого життя, живучи та малюючи в Іспанії та Дубліні, Ірландія.

## Життєпис
Джордж Кемпбелл народився в Арклоу, графство Віклоу, син Гретти Боуен (1880—1981) та Метью Кемпбелла (1866—1925). Він відвідував школу в Дубліні (школа масонських дітей-сиріт у Клонске), перш ніж переїхати до Белфаста, щоб жити разом зі своєю вдовою матір'ю та сім'єю.
Кемпбелл працював на авіазаводі під час Белфастського бліцу і почав малювати, приймаючи пошкодження бомби за предмет. Він був одним із засновників Ірландської виставки живого мистецтва в 1943 р. Разом зі своїм братом Артуром (1909—1994) він видав «Зараз в Ольстері»(1944) «Збірник оповідань, нарисів та поезій молодих письменників Белфаста».
Після війни Кемпбелл дедалі більше цікавився Іспанією. У 1946 році він познайомився з іспанцями, які оселилися в Дубліні і коли в Лондоні намалювали приїжджих іспанських танцівниць у їх традиційному костюмі. Нарешті він відвідав Іспанію на початку 1950-х підбадьорений дружбою з Джеральдом Діллоном та «інтересом до богемних персонажів». Він прожив там більшу частину наступних двадцяти п'яти років. 
Кемпбелл зробив вітражі для Голуейського собору. Він також грав на гітарі фламенко. Член Королівської Гібернійської академії, він виграв Золоту медаль Дугласа Гайда в 1966 році та Премію Ойреахтаса за ландшафт у 1969 році. Іспанський уряд зробив його лицарем командуючим Іспанії в 1978 р.
У травні 2017 року муніципальний округ Арклоу відкрив дві дошки на терасі Св. Патріка в Арклоу, відзначаючи місце народження Джорджа та 100 років з дня його народження. 

## Книги
- (за редакцією Артура Кемпбелла) Зараз в Ольстері, Белфаст: А. та Г. Кемпбелли, 1944.
- (іл.) Посібник з національних пам'яток в Ірландській Республіці, 1970.
- Око Ірландії, Дублін: А. Фіггіс, 1973.